# 301 Bavarija
301 Bavarija (mednarodno ime je 301 Bavaria) je asteroid tipa C (po SMASS) v glavnem asteroidnem pasu. 
Pripada družini asteroidov Liberatriks.

## Odkritje
Asteroid je odkril avstrijski astronom J. Palisa 16. novembra 1890 na Dunaju . 

## Lastnosti
Asteroid Bavarija obkroži Sonce v 4,5 letih. Njegova tirnica ima izsrednost 0,066, nagnjena pa je za 4,893° proti ekliptiki. Njegov premer je 54,32 km, okoli svoje osi se zavrti v 12,24  h .